# Maukka Perusjätkä

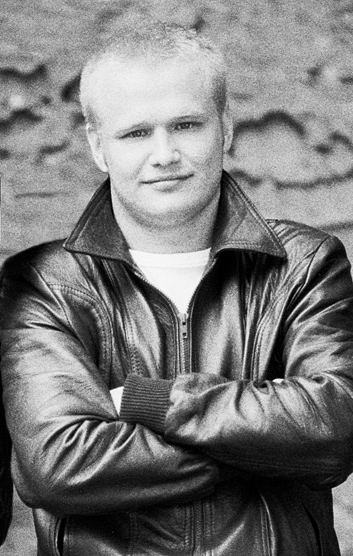
Maukka Perusjätkä

Maukka Perusjätkä, Mauri Airta, född 22 juli 1961 i Helsingfors, är en finländsk musiker som var ett av de stora namnen inom new wave och punk i slutet av 1970-talet och början av 1980-talet. Han är känd speciellt för sin låt Säpinää, som inleds med ljudet av en motorsåg. Motorsågen har blivit något av hans varumärke och han företräder en maskulin och rejäl finsk image. 

## Från rebell till konservativ
Maukka har sedan 1970-talet arbetat med de flesta inom den finska rockvärlden och var speciellt i början av sin karriär något av Ralf Örns radarpar. Den första banduppsättningen hette Maukka & Nahkatakit. Den första skivan gavs ut under namnet Maukka Perusjätkä Ja Sota Apatiaa Vastaan (Maukka, vanlig kille och kriget mot apatin). Efter 1980-talets början har suset kring Maukka ändå varit ganska stillsamt. Från att ha varit någon slags rebell i sin ungdom är han i dag en symbol för konservativa värden och finsk knivochspritmentalitet. Han har nyligen gett ut en skiva, men hans publik finns till största delen på krogar i dagens läge.

## Kända låtar
Perusjätkä är främst känd för låtarna Säpinää, Vaatteet on mun aatteet (Kläder är min ideologi), Herneenpalot och bandet Maukka & Iles Disko.